# Prášily
Prášily allemand : Stubenbach) est une commune du district de Klatovy, dans la région de Plzeň, en République tchèque. Sa population s'élevait à 154 habitants en 2021.

## Géographie
Prášily Modrava fait partie du parc national de Šumava, dans la forêt de Bohême. Elle est située à la frontière avec l'Allemagne, à 14 km à l'ouest-sud-ouest de Kašperské Hory, à 33 km au sud-sud-est de Klatovy à 71 km au sud de Plzeň et à 133 km au sud-ouest de Prague.
La commune est limitée par Čachrov au nord, par Hartmanice au nord-est, par Srní à l'est, par Modrava au sud, par l'Allemagne à l'ouest et par Železná Ruda au nord-ouest.

## Histoire
Le village apparaît en 1739 avec la construction de quelques maisons autour d'une verrerie.

## Administration
La commune se compose de deux sections :
- Nová Hůrka
- Prášily

## Galerie

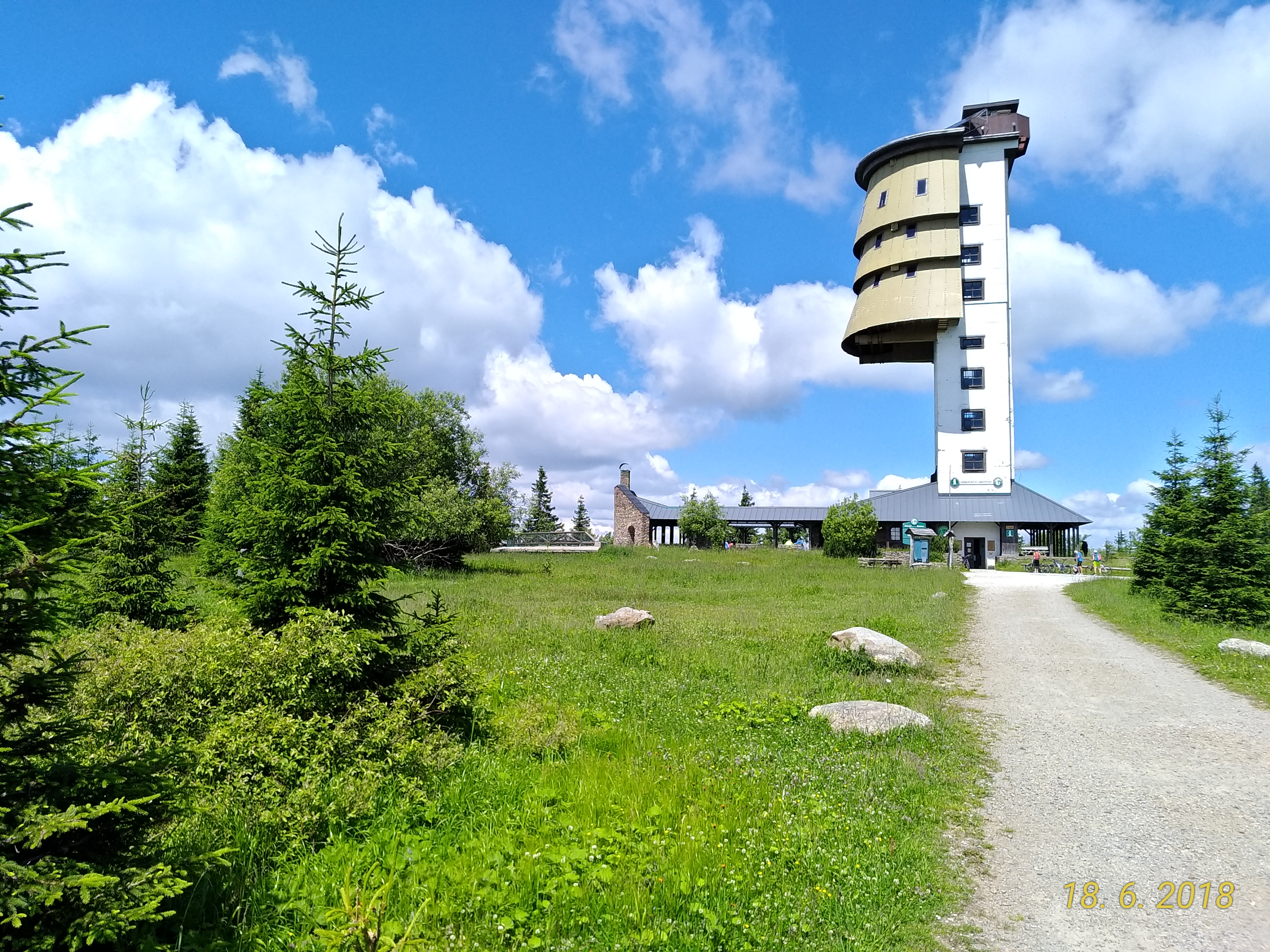
Poledník : tour d'observation.
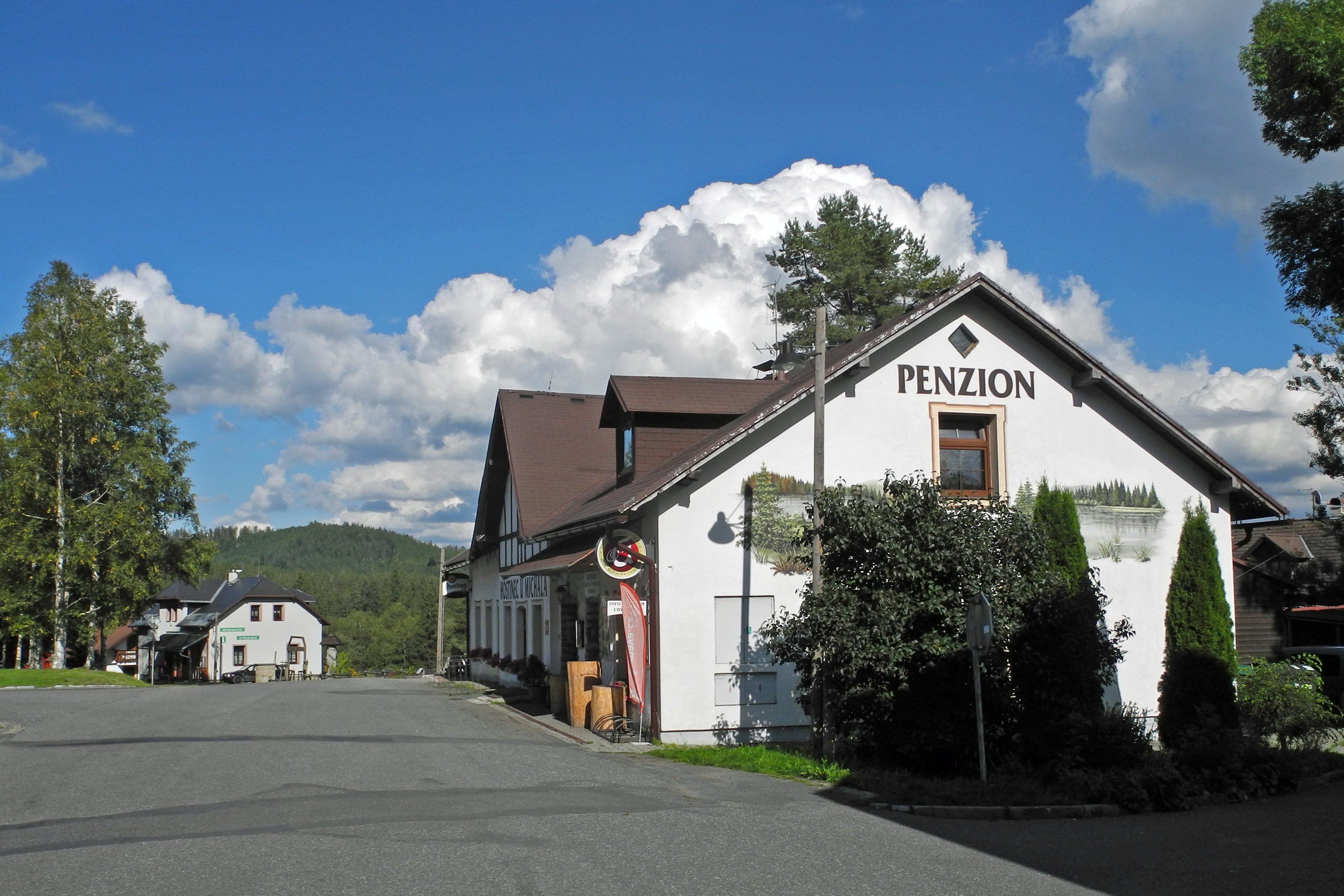
Prášily.

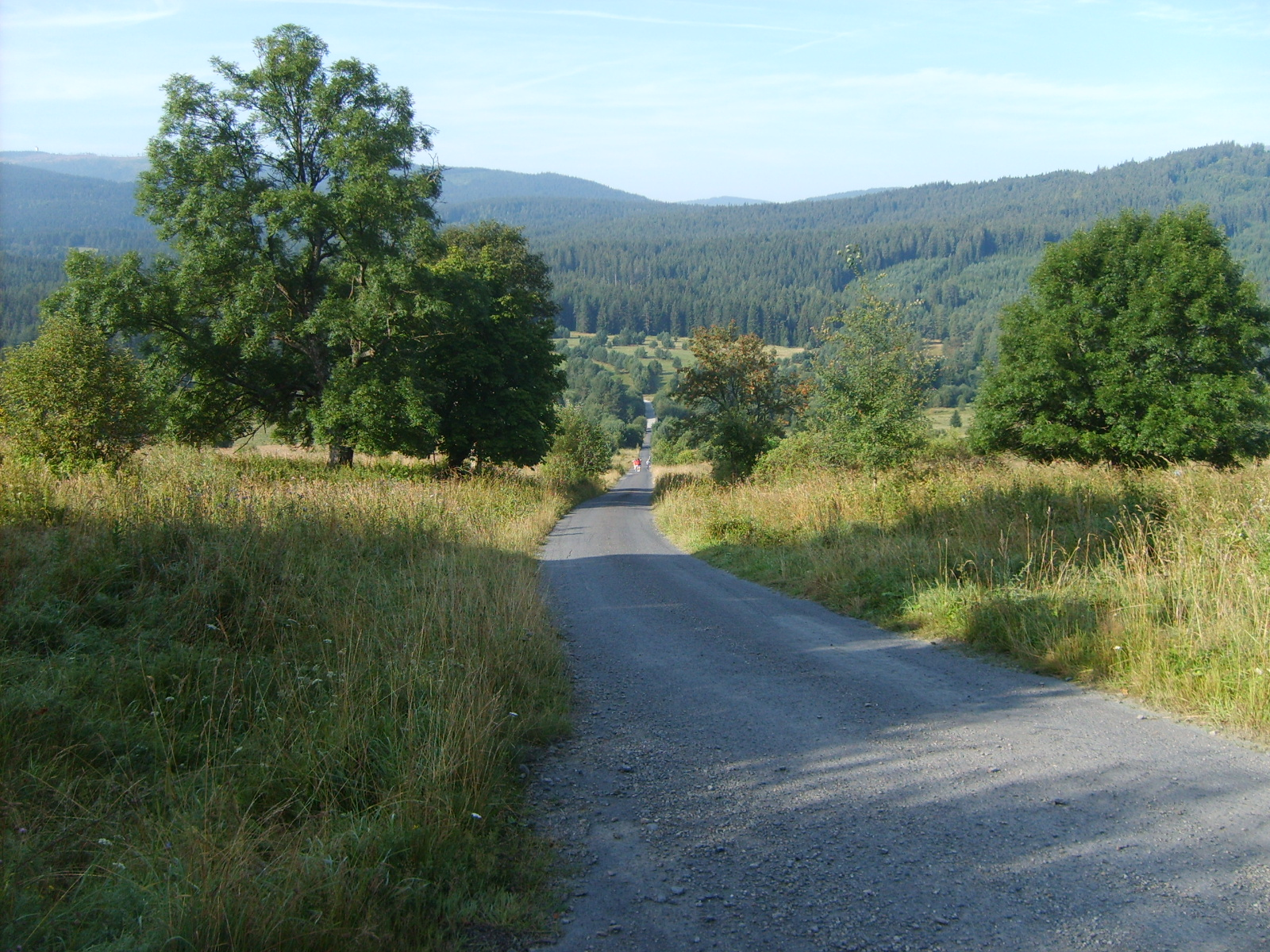
Stodůlky.
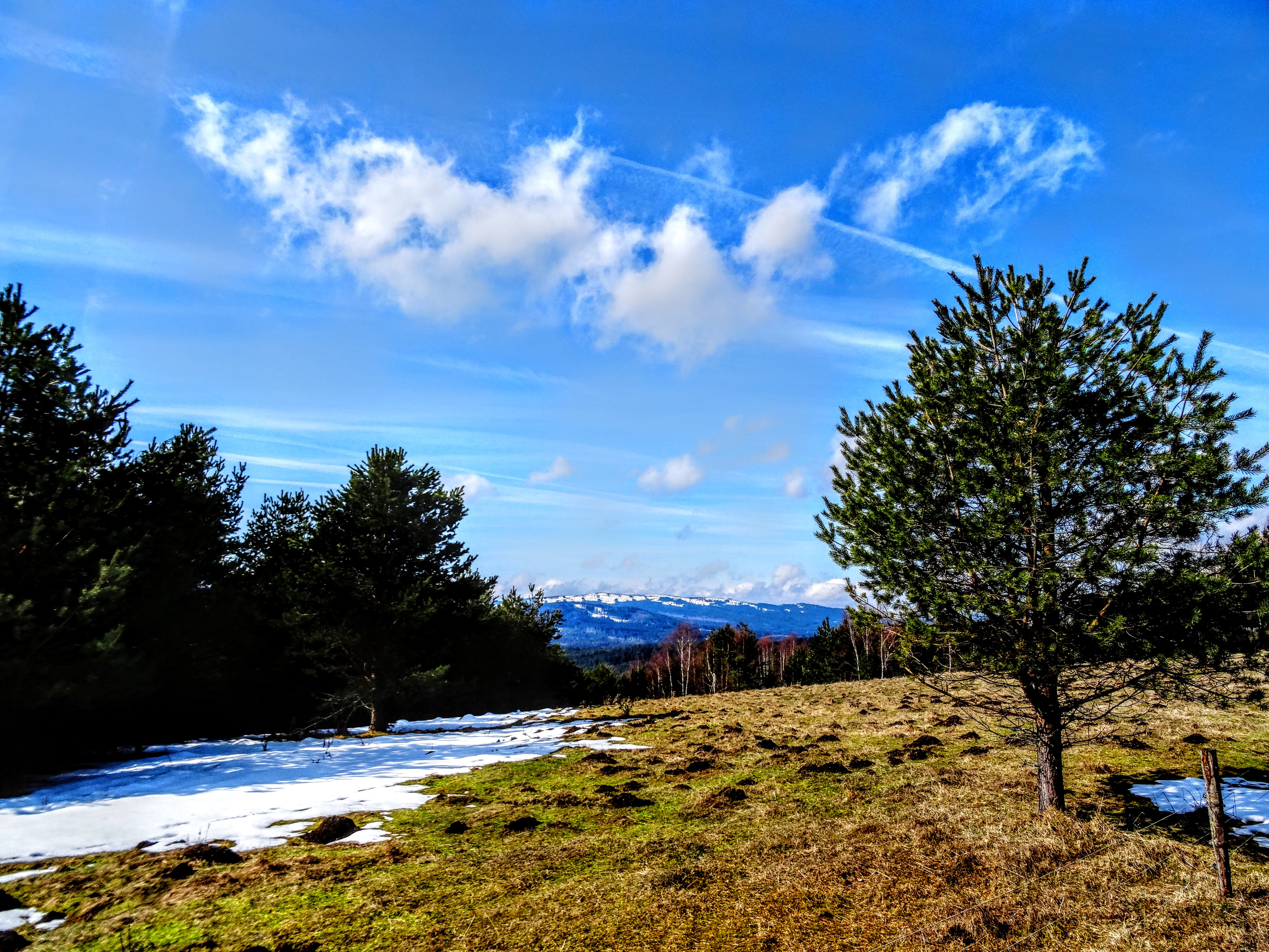
Prášily.

## Transports
Par la route, Prášily se trouve à 24 km de Sušice, à 39 km de Klatovy, à 83 km de Plzeň et à 155 km de Prague.